# Союз TMA-05M
«Союз ТМА-05М» — політ до міжнародної космічної станції, під час якого було доставлено трьох учасників експедиції МКС-32. Це 115-й політ корабля «Союз», перший політ якого відбувся в 1967 році. Корабель залишався на борту МКС як додатковий засіб аварійної евакуації для МКС-32.

## Екіпаж
Екіпаж старту:
- (Роскосмос): Юрій Маленченко (5-й космічний політ) — командир екіпажу.
- (НАСА): Суніта Вільямс (2) — бортінженер.
- (JAXA): Акіхіко Хосіде (2) — бортінженер.

Дублюючий екіпаж:
- (Роскосмос): Романенко Роман Юрійович — командир екіпажу;
- ККА): Крістофер Хедфілд — бортінженер;
- (НАСА): Томас Маршберн — бортінженер.

## Історія
15 липня 2012 року корабель «Союз ТМА-05М» стартував з космодрому Байконур. Стиковка «Союзу ТМА-05М» з МКС відбулася 17 липня 2012 року в 08:52 мск.
Повернення на Землю відбулося 19 грудня 2012 року.